# Захарин, Игорь Михайлович
Игорь Михайлович Захарин (29 декабря 1951 — 8 июня 2020) — советский футболист, играл на позиции полузащитника. Известен выступлениями за ростовские клубы «Ростсельмаш» и СКА.
В 1973 году начал карьеру в составе клуба СКА Ростов-на-Дону, играл в дублирующем составе. В сезоне 1974 года провёл 12 матчей в основе и помог клубу подняться в элитный дивизион первенства СССР. В сезоне 1975 года провёл 5 матчей в высшей лиге, однако не смог помочь клубу сохранить прописку в высшей лиге и сезон 1976 года провёл в первой лиге, став игроком основного состава и выйдя на поле в 28 матчах первенства.
В 1977 году пополнил состав клуба «Ростсельмаш», сразу завоевал место в основном составе. На тот момент клуб выступал во второй лиге. За четыре сезона забил 43 гола в 143 матчах, войдя в десятку лучших бомбардиров клуба за всю историю. Являлся лучшим бомбардиром во второй лиге чемпионата СССР 1979 года (22 гола в 44 матчах).
В начале восьмидесятых выступал также за узбекские клубы «Бустон» Джизак в первой лиге СССР, «Хорезм» Янгиарык и «Хива» во второй лиге.
Всего за игровую карьеру провёл 235 матчей, забил 58 голов.
По завершении карьеры игрока работал администратором в клубе «Металлург» Красный Сулин.